# Šabanci (Trnovo, canton de Sarajevo)
Pour les articles homonymes, voir Šabanci.
Šabanci (en cyrillique : Шабанци) est un village de Bosnie-Herzégovine. Il est situé dans la municipalité de Trnovo, dans le canton de Sarajevo et dans la fédération de Bosnie-et-Herzégovine. Selon les premiers résultats du recensement bosnien de 2013, il compte 19 habitants.

## Géographie
Le village est situé sur les pentes méridionales du mont Bjelašnica.

## Démographie

### Évolution historique de la population dans la localité
| 1948 | 1953 | 1961 | 1971 | 1981 | 1991 | 2013 |
| ---- | ---- | ---- | ---- | ---- | ---- | ---- |
| -    | -    | 135  | 73   | 28   | 18   | 19   |

|  |